# Fryburg (kanton)
Fryburg (gsw. Frybùrg, fr. Fribourg, niem. Freiburg, wł. Friburgo, rm. Friburg, frp. le Tyinton dè Friboua) – jeden z kantonów Szwajcarii. Stolicą kantonu jest miasto Fryburg.
Kanton został przyłączony do Konfederacji w 1481 roku. Najwyższy szczyt w kantonie to Vanil Noir, liczący 2389 m n.p.m.

## Podział administracyjny
Kanton Fryburg podzielony jest na siedem okręgów (Bezirk), które dzielą się na 126 gmin (Gemeinde):
- Broye
- Glâne
- Gruyère
- Lac
- Sarine
- Sense
- Veveyse.

## Demografia
Językami urzędowymi kantonu są język francuski i niemiecki. Językami z najwyższym odsetkiem użytkowników są:
- język francuski – 63,2%,
- język niemiecki – 29,2%,
- język portugalski – 1,8%[2].